# Modello di Harrod-Domar
Il modello di Harrod-Domar, noto anche come modello di crescita come sviluppo, è un modello matematico keynesiano della crescita economica.
Viene usato in economia dello sviluppo per spiegare il tasso di crescita di un'economia in termini di livello di risparmio e produttività del capitale. Esso suggerisce che non ci sia una ragione naturale perché un'economia abbia crescita bilanciata. Il modello fu sviluppato indipendentemente da Roy Harrod nel 1939 e Evsej Domar nel 1946, sebbene un modello simile era stato proposto da Gustav Cassel nel 1924. Il modello di Harrod–Domar fu il precursore del modello di crescita esogena.
Gli economisti neoclassici evidenziano alcune carenze nel modello di Harrod–Domar, in particolare circa l'instabilità della sua soluzione e, alla fine degli anni 1950, cominciò un dialogo accademico che portò allo sviluppo del modello di Solow-Swan.
Secondo il modello di Harrod–Domar ci sono tre tipi di crescita: crescita garantita, crescita effettiva e tasso di crescita naturale. Il tasso di crescita garantita è il tasso di crescita al quale l'economia non si espande indefinitamente né va in recessione. La crescita effettiva è il vero aumento di tasso in un PIL nazionale all'anno. La crescita naturale è la crescita che richiede un'economia per mantenere la piena occupazione. Per esempio, se la forza lavoro cresce annualmente del 3%, per mantenere la piena occupazione il tasso di crescita annuale dell'economia deve essere pari al 3%.

## Descrizione
Si parte dall'ipotesi che gli investimenti nazionali I siano uguali alla variazione dello stock di capitale e uguali al risparmio nazionale S. Tale relazione si esprime come:
{\displaystyle I=\Delta K=S}
Il risparmio nazionale S si esprime come: 
{\displaystyle S=s*Y}
dove
s è uguale alla propensione marginale al risparmio, e
Y è il prodotto interno lordo (PIL).
Ancora, la variazione dello stock di capitale {\displaystyle \Delta K} si esprime come:
{\displaystyle \Delta K=k*\Delta Y}
dove
{\displaystyle \Delta Y} è la variazione del PIL.
Si definisce k come il rapporto tra variazione dello stock di capitale {\displaystyle \Delta K} e la variazione del PIL {\displaystyle \Delta Y}
{\displaystyle k=\Delta K/\Delta Y}
Con k=2, ad esempio, un raddoppiamento dello stock di capitale si tradurrebbe in una quadruplicazione della produzione interna lorda nazionale.
Dati k e s, il saggio di crescita garantito g di un Paese si esprime come il rapporto tra di essi, ossia:
{\displaystyle g=s/k}
Ad esempio, se la propensione marginale al risparmio s=2% e k = 2, il saggio di crescita garantito gdiventa
{\displaystyle g=s/k=2\%/2=1\%}.
Per ottenere un saggio di crescita garantito g=15%, riscontrato in molti paesi sviluppati durante la loro iniziale fase di crescita economica, ipotizzando un fattore k=2, la propensione marginale al risparmio risparmio nazionale deve raggiungere un valore s=30%.
Un test empirico della tesi di Harrod secondo cui l'apertura dell'economia al commercio estero potrebbe portare a una riduzione dell'instabilità del ciclo economico è stato condotto da Orlando e Della Rossa. In effetti si è dimostrato che il comportamento del modello in esame è altamente non lineare e la conclusione è che i cicli stabili sono possibili solo in particolari condizioni. Infatti, il suddetto test empirico mostra un modello stabile di lungo periodo per un determinato set di parametri.